# Ludvig Irgens-Jensen

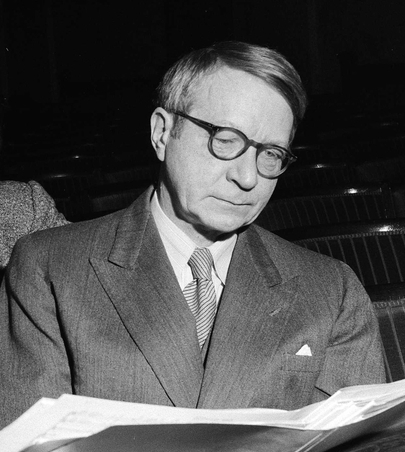

Paul Ludvig Irgens-Jensen (Cristianía, 13 de abril de 1894 – Sicilia, 11 de abril de 1969) fue un compositor noruego.
Irgens-Jensen estudió piano con Nils Larsen a la vez que estaba matriculado en Filología en la Universidad de Oslo. Empezó a componer en 1920 y su obra pronto despertó interés. Su oratorio Heimferd (para coro y orquesta) ganó un primer premio en un concurso nacional y se convirtió en una obra muy popular en Noruega. La canción Altar es, asimismo, famosa en su país natal.
Durante la Segunda Guerra Mundial, Irgens-Jensen compuso numerosas canciones y obras orquestales con textos patrióticos. Pese a las restricciones impuestas por los nazis, estas obras circularon de forma anónima e ilegal. El estilo de Irgens-Jensen se caracteriza por su estética neoclásica, aunque también son evidentes la influencia del impresionismo y del folclore de su país.

## Obras
- Passacaglia (1927)
- Der Gott und die Bajadere (1932)
- Pastorale religioso
- Canto d'omaggio
- Japanischer Fruehling (1957)